# Juan José Sayas
Juan José Sayas Abengochea (Buñuel, Navarra, 1941) es un historiador español, especialista en la Antigüedad. Catedrático de Historia Antigua de la UNED, ha dirigido numerosos trabajos de investigación.
En 2010 participó junto con otros once historiadores en el libro Nueva historia de Navarra editado por la Universidad de Navarra bajo la dirección de Francisco Javier Navarro.

## Publicaciones
Su producción académica ha versado principalmente sobre los antiguos vascos. Estos son algunos de los estudios que ha publicado solo o en colaboración:
- 2022. Segunda edición de la Historia de Roma de José Manuel Roldán Hervás, de la que Juan José Sayas es el autor de los cuatro capítulos finales referidos al Bajo Imperio Romano.[1]
- 2010. “Vascones y romanización de Navarra”, en Navarro, Francisco Javier (coord.) Nueva historia de Navarra ISBN: 9788447212316, pp. 41-88.
- 2004. Juan José Sayas Abengoechea, José Manuel Roldán Hervás y Clara Gómez Sánchez: "El ejército romano como factor de romanización en la Península", Historia Antigua de España, Ciclo Geografía e Historia en Radio 3. Canal UNED. (Audio de la entrevista).
- 1999. “Unidad en la diversidad: La visión de Estrabón sobre algunos pueblos peninsulares”, en: Cruz Andreotti, Gonzalo (coord.): Estrabón e "Iberia": nuevas perspectivas de estudio. ISBN: 8474967309, págs. 153-208.
- 1994. Los Vascos en la Antigüedad. Cátedra, Madrid. 455 páginas ISBN: 9788437612591. (Colección de sus obras de los últimos años).
- 1994. “La religiosidad de los pueblos de ambas orillas del Pirineo” en: Sayas, Juan José et alt.: Historia de las religiones de la Europa Antigua, Cátedra. ISBN: 9788437612751
- 1992. El territorio de Aquitania entre la asimilación romana y el mantenimiento de su especificidad. II Congreso General de Historia de Navarra, "Príncipe de Viana", Apéndice 14. ISSN: 1137-7054. págs. 153-180
- 1987. Sayas Abengoechea, Juan José y Pérex Agorreta, María Jesús "La vía roja de la época romana en Navarra". I Congreso General de Historia de Navarra, Príncipe de Viana, Anexo 7.
- 1985-1986. Indoeuropeos y vascos en territorio vasco Veleia, 2-3.: Actas del IV Coloquio sobre Lenguas y Culturas Paleohispánicas.
- 1988. "La búsqueda visigoda de la unidad territorial y el caso vasco", ' Veleia, V.
- 1985. "Los adivinos vascones y la Historia Augustea" (un homenaje a Koldo Mitxelena). "Symbolae Ludovico Mitxelena septuagenario oblatae", vol.1, 1985, ISBN: 84-600-4141-7, págs.593-605.
- 1985. "Algunas consideraciones sobre la cristianización de los Vascones". Príncipe de Viana, 0032-8472, año 46, n.º 174, págs.
- 1985. “Los Vascones y la Bagaudia”. IV Cursos de Verano de la EHU, Donostia.
- 1984. “El asentamiento romano en la zona de los vascos”, Veleia, 1.